# 長谷川五作
長谷川 五作（はせがわ ごさく、1880年（明治13年）2月15日 - 1963年（昭和38年）7月18日）は、旧制中学校の教員。長野県埴科郡松代町（現在の長野市松代町）においてビン詰めによるエノキタケの人工栽培法を考案した。

## 経歴
- 1880年（明治13年） 埴科郡西船山村（現千曲市）の田中家に生まれ、松代町の旧松代藩士長谷川家の養嗣子となる
- 1903年（明治36年） 長野県師範学校第二種講習を修了、県下の小学校訓導となる。
- 1919年（大正8年） 文部省の中等教員検定試験に合格
- 1920年（大正9年） 愛知県女子師範学校に赴任
- 1921年（大正10年） 旧制東京府立第五中学（現在の東京都立小石川中等教育学校）に赴任
- 1923年（大正12年） 旧制屋代中学（現在の長野県屋代高等学校）の生物教諭に迎えられる
- 1931年（昭和6年） ビン詰によるエノキタケの栽培法を考案
- 1953年（昭和28年） 教育功労者として文部大臣の表彰を受ける
- 1960年（昭和35年） 教員を退職

## エピソード
- ムギとエンドウマメの交配実験、カイコによる実験でメンデルの法則を実証し、遺伝の法則を教材として掲載した[高等小学理科筆記帳」(1913年（大正2年）3月25日発行)に貢献した。また実験結果から養蚕家は雑種第一代(F1)の飼育が有利であることを説いた。
- 日本最古の遺伝教材を扱った、信濃教育会の「理科筆記帳」の編集に参画。
- 長野市松代町の長国寺に銅像がある。